# Kabinett Thatcher II
Das Kabinett Thatcher II wurde im Vereinigten Königreich am 10. Juni 1983 von Premierminister Margaret Thatcher von der Conservative Party gebildet und löste das Kabinett Thatcher I ab. Das Kabinett blieb bis zum 11. Juni 1987 im Amt und wurde dann durch das Kabinett Thatcher III abgelöst.

## Regierungszeit 1983 bis 1987
Aus den Unterhauswahlen vom 9. Juni 1983 ging Thatchers Conservative Party gestärkt hervor. Von 650 Sitzen entfielen auf die Tories 397 Mandate und auf die oppositionelle Labour Party 209 Sitze, während 44 Mandate an sonstige Parteien gingen. Eigentlicher Verlierer der Wahl ist aber die SDP-Liberal Alliance aus Social Democratic Party (SDP) und Liberal Party die trotz fast gleicher Stimmenzahl von 7.780.949 (25,4 Prozent) zur Labour Party (8.456.934 Wähler, 27,6 Prozent) aufgrund des Mehrheitswahlrechts nur 23 von den 44 sonstigen Mandaten erhielt.

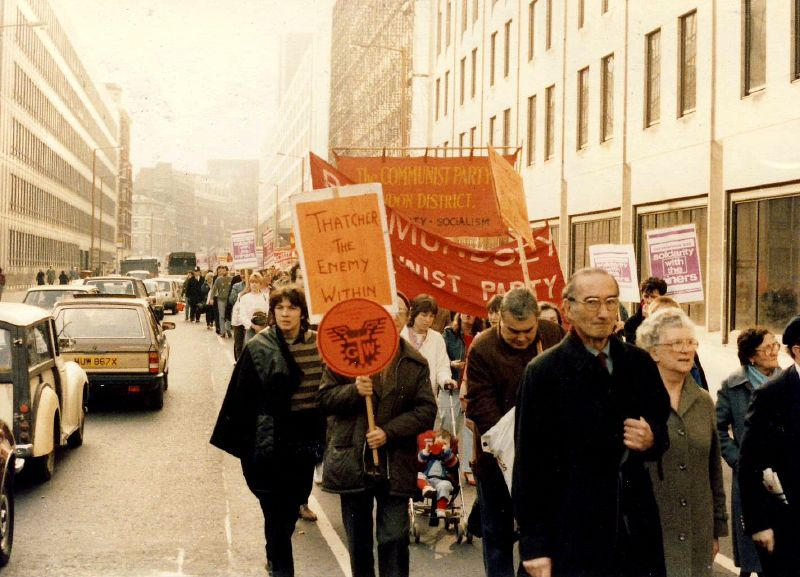
Demonstrationszug in London während des Bergarbeiterstreiks (1984)

Im März 1984 begann der Bergarbeiterstreik unter Führung des Vorsitzenden der Bergbaugewerkschaft NUM (National Union of Mineworkers) unter Führung von Arthur Scargill, der diesen Streik als Fundamentalopposition gegen die Politik der Regierung Thatcher verstand. Die zum Teil erbitterten Auseinandersetzungen sowie Ausschreitungen mit massiven Polizeieinsätzen dauerten ein Jahr und waren der längste Arbeitskampf im 20. Jahrhundert in Großbritannien. Die letztendliche Kapitulation der Streikenden war zugleich das Symbol für den nachhaltigen Machtverlust der Gewerkschaften.
Nach harten Verhandlungen erzielte Thatchers Regierung am 26. Juni 1984 eine Reduzierung des Beitrags zur Finanzierung der Europäischen Gemeinschaften (EG). Mit der Unterzeichnung des Nordirland-Abkommens vom 15. November 1984 zwischen der Republik Irland und Großbritannien wurde Irland ein grundsätzliches Mitspracherecht in Angelegenheiten, die Nordirland betreffen, gewährt. In den folgenden Wochen gab es jedoch große Protestkundgebungen der protestantischen Bevölkerungsmehrheit in Nordirland. Am 24. August 1986 erfolgte die Privatisierung des staatlichen Energieunternehmens British Gas.
Bei den Unterhauswahlen vom 11. Juni 1987 wurde die Conservative Party als stärkste Partei bestätigt. Von 650 Sitzen im House of Commons entfielen auf die konservativen Tories 376 Mandate, während die Labour Party 229 und die sonstigen Parteien 45 Abgeordnete stellte. Margareth Thatcher bildete daraufhin ihre dritte Regierung.

## Minister
Dem Kabinett gehörten folgende Minister an:
| Zugehörigkeit |  | Konservative |

| Amt                                                                                  | Bild              | Person                                 | Partei             | Partei             | Amtszeit           | Amtszeit      |
| ------------------------------------------------------------------------------------ | ----------------- | -------------------------------------- | ------------------ | ------------------ | ------------------ | ------------- |
| Premierministerin Erster Lord des Schatzamtes Ministerin für den öffentlichen Dienst | Margaret Thatcher | Margaret Thatcher                      |                    | Conservative Party | 11. Juni 1983      | 13. Juni 1987 |
| Lordpräsident des Rates                                                              |                   | William Whitelaw, 1. Viscount Whitelaw | Conservative Party | 11. Juni 1983      | 13. Juni 1987      |               |
| Lordkanzler                                                                          | Quintin Hogg      | Quintin Hogg, 2. Viscount Hailsham     | Conservative Party | 11. Juni 1983      | 13. Juni 1987      |               |
| Lordsiegelbewahrer                                                                   |                   | John Biffen                            | Conservative Party | 11. Juni 1983      | 13. Juni 1987      |               |
| Schatzkanzler Zweiter Lord des Schatzamtes                                           | Nigel Lawson      | Nigel Lawson                           | Conservative Party | 11. Juni 1983      | 13. Juni 1987      |               |
| Außenminister                                                                        | Geoffrey Howe     | Geoffrey Howe                          | Conservative Party | 11. Juni 1983      | 13. Juni 1987      |               |
| Innenminister                                                                        | Leon Brittan      | Leon Brittan                           | Conservative Party | 11. Juni 1983      | 2. September 1985  |               |
| Innenminister                                                                        | Douglas Hurd      | Douglas Hurd                           | Conservative Party | 2. September 1985  | 13. Juni 1987      |               |
| Bildungsminister                                                                     |                   | Keith Joseph                           | Conservative Party | 11. Juni 1983      | 21. Mai 1986       |               |
| Bildungsminister                                                                     | Kenneth Baker     | Kenneth Baker                          | Conservative Party | 21. Mai 1986       | 13. Juni 1987      |               |
| Minister für Nordirland                                                              |                   | James Prior                            | Conservative Party | 11. Juni 1983      | 10. September 1984 |               |
| Minister für Nordirland                                                              | Douglas Hurd      | Douglas Hurd                           | Conservative Party | 10. September 1984 | 3. September 1985  |               |
| Minister für Nordirland                                                              | Tom King          | Tom King                               | Conservative Party | 3. September 1985  | 13. Juni 1987      |               |
| Energieminister                                                                      |                   | Peter Walker                           | Conservative Party | 11. Juni 1983      | 13. Juni 1987      |               |
| Verteidigungsminister                                                                | Michael Heseltine | Michael Heseltine                      | Conservative Party | 11. Juni 1983      | 9. Januar 1986     |               |
| Verteidigungsminister                                                                | George Younger    | George Younger                         | Conservative Party | 9. Januar 1986     | 13. Juni 1987      |               |
| Minister für Schottland                                                              | George Younger    | George Younger                         | Conservative Party | 11. Juni 1983      | 9. Januar 1986     |               |
| Minister für Schottland                                                              | Malcolm Rifkind   | Malcolm Rifkind                        | Conservative Party | 9. Januar 1986     | 13. Juni 1987      |               |
| Minister für Wales                                                                   |                   | Nicholas Edwards                       | Conservative Party | 11. Juni 1983      | 13. Juni 1987      |               |
| Umweltminister                                                                       |                   | Patrick Jenkin                         | Conservative Party | 11. Juni 1983      | 2. September 1985  |               |
| Umweltminister                                                                       | Kenneth Baker     | Kenneth Baker                          | Conservative Party | 2. September 1985  | 21. Mai 1986       |               |
| Umweltminister                                                                       |                   | Nicholas Ridley                        | Conservative Party | 21. Mai 1986       | 13. Juni 1987      |               |
| Minister für soziale Dienste                                                         | Norman Fowler     | Norman Fowler                          | Conservative Party | 11. Juni 1983      | 13. Juni 1987      |               |
| Minister für Beschäftigung                                                           | Norman Tebbit     | Norman Tebbit                          | Conservative Party | 11. Juni 1983      | 16. Oktober 1983   |               |
| Minister für Beschäftigung                                                           | Tom King          | Tom King                               | Conservative Party | 16. Oktober 1983   | 3. September 1985  |               |
| Minister für Beschäftigung                                                           | David Young       | David Young, Baron Young of Graffham   | Conservative Party | 3. September 1985  | 13. Juni 1987      |               |
| Minister für Handel und Industrie                                                    |                   | Cecil Parkinson                        | Conservative Party | 11. Juni 1983      | 16. Oktober 1983   |               |
| Minister für Handel und Industrie                                                    | Norman Tebbit     | Norman Tebbit                          | Conservative Party | 16. Oktober 1983   | 2. Mai 1985        |               |
| Minister für Handel und Industrie                                                    | Leon Brittan      | Leon Brittan                           | Conservative Party | 2. Mai 1985        | 24. Januar 1986    |               |
| Minister für Handel und Industrie                                                    |                   | Paul Channon                           | Conservative Party | 24. Januar 1986    | 13. Juni 1987      |               |
| Kanzler des Herzogtums Lancaster                                                     |                   | Arthur Cockfield, Baron Cockfield      | Conservative Party | 11. Juni 1983      | 10. September 1984 |               |
| Kanzler des Herzogtums Lancaster                                                     |                   | Grey Ruthven, 2. Earl of Gowrie        | Conservative Party | 10. September 1984 | 3. September 1985  |               |
| Kanzler des Herzogtums Lancaster                                                     | Norman Tebbit     | Norman Tebbit                          | Conservative Party | 3. September 1985  | 13. Juni 1987      |               |
| Transportminister                                                                    | Tom King          | Tom King                               | Conservative Party | 11. Juni 1983      | 16. Oktober 1983   |               |
| Transportminister                                                                    |                   | Nicholas Ridley                        | Conservative Party | 16. Oktober 1983   | 21. Mai 1986       |               |
| Transportminister                                                                    | John Moore        | John Moore                             | Conservative Party | 21. Mai 1986       | 13. Juni 1987      |               |
| Minister für Landwirtschaft und Ernährung                                            |                   | Michael Jopling                        | Conservative Party | 11. Juni 1983      | 13. Juni 1987      |               |
| Chefsekretär des Schatzamtes                                                         |                   | Peter Rees                             | Conservative Party | 11. Juni 1983      | 2. September 1985  |               |
| Chefsekretär des Schatzamtes                                                         | John MacGregor    | John MacGregor                         | Conservative Party | 2. September 1985  | 13. Juni 1987      |               |
| Minister ohne Geschäftsbereich                                                       | David Young       | David Young, Baron Young of Graffham   | Conservative Party | 11. September 1984 | 3. September 1985  |               |
| Generalzahlmeister                                                                   | John Gummer       | John Gummer                            | Conservative Party | 11. September 1984 | 2. September 1985  |               |
| Generalzahlmeister                                                                   |                   | Kenneth Clarke                         | Conservative Party | 2. September 1985  | 13. Juni 1987      |               |

## Hintergrundliteratur
- Der Große Ploetz. Die Enzyklopädie der Weltgeschichte. 35. Auflage. Verlag Vandenhoeck & Ruprecht, 2008, ISBN 978-3-525-32008-2, S. 1513 f.